# Berlingot de Carpentras
Pour les articles homonymes, voir Berlingot.
Le berlingot de Carpentras est un bonbon dur et translucide confectionné à base de sirop de fruits confits. Il se présente sous la forme de petites pyramides de différentes couleurs et toujours striées de blanc.

## Histoire

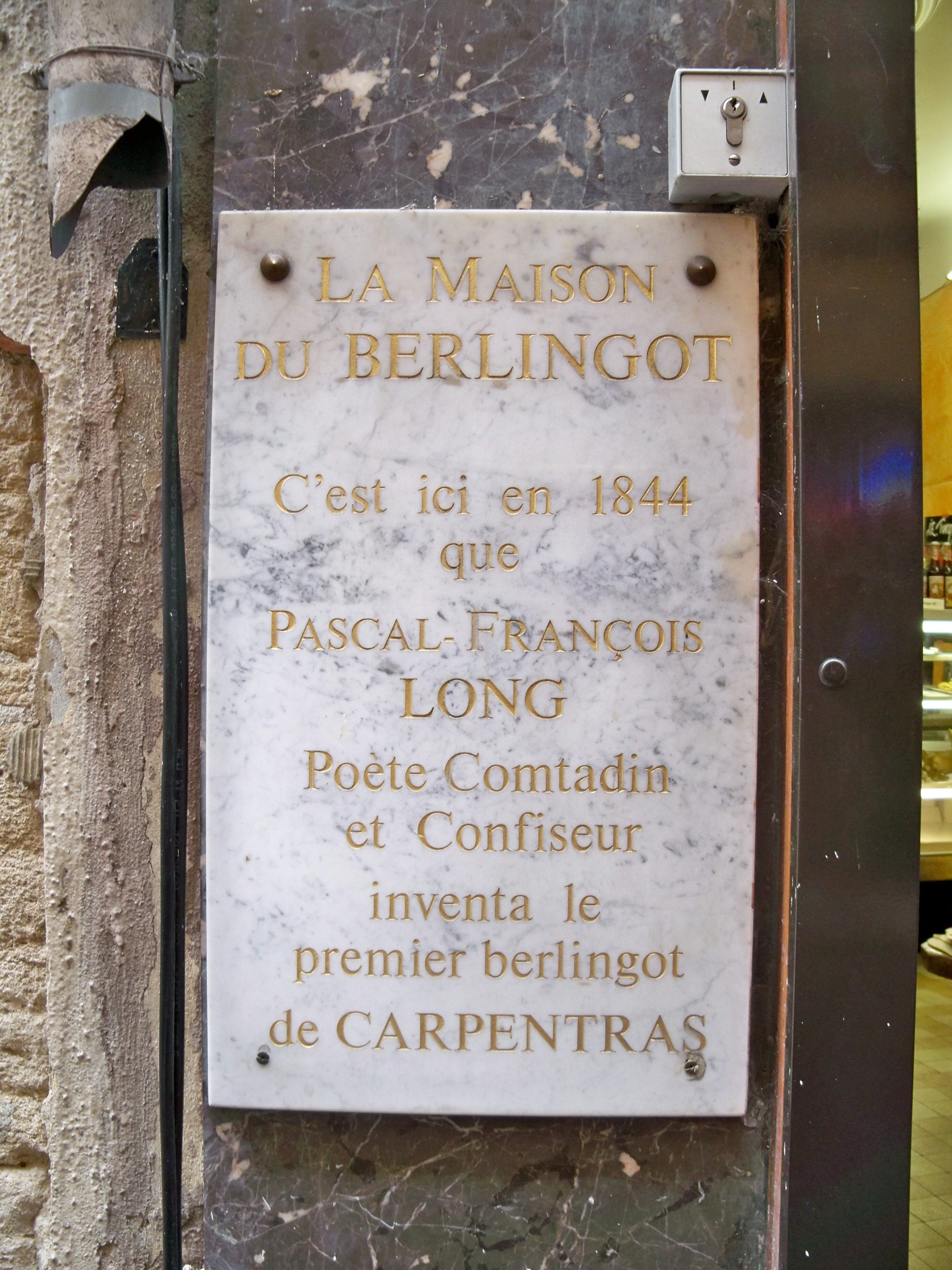
Plaque commémorative, rue de la Porte d'Orange à Carpentras

La tradition veut que la confection des berlingots remonte au pontificat de Clément V, le premier pape d'Avignon, que la paternité en revienne à l'un de ses cuisiniers dénommé Sylvestre et que ce dernier les ait initialement confectionnés à base de caramel.  
Quoi qu'il en soit, initialement il s'agissait d'un produit médicinal vendu par les apothicaires.  
François Pascal Long, pâtissier-confiseur de Carpentras, réussit à leur faire perdre leur statut médical en 1844, en utilisant du sirop de fruits confits pour confectionner les siens.  
En 1851, Gustave Eysséric relance leur essor en en industrialisant la fabrication grâce à la « berlingotière Letang » et en commercialisant dans le monde entier ses berlingots à la menthe poivrée. 
Après la Première Guerre mondiale, les industriels, s'intéressant de plus en plus à ce marché, mirent en service sous les marques Bertin, Hansella et Jean Ratti de nouvelles chaudières, découpeuses, rouleuses ou pétrins. 
Après un temps d'arrêt durant la Seconde Guerre mondiale dû à la pénurie de sucre, la production rebondit et, en 1962, cinq confiseurs fabriquaient des berlingots : les établissements Eysséric, Bonneru et Raquillet-Chabas, ainsi que les confiseries Duparcq et du Mont-Ventoux.

## Fabrication et présentation

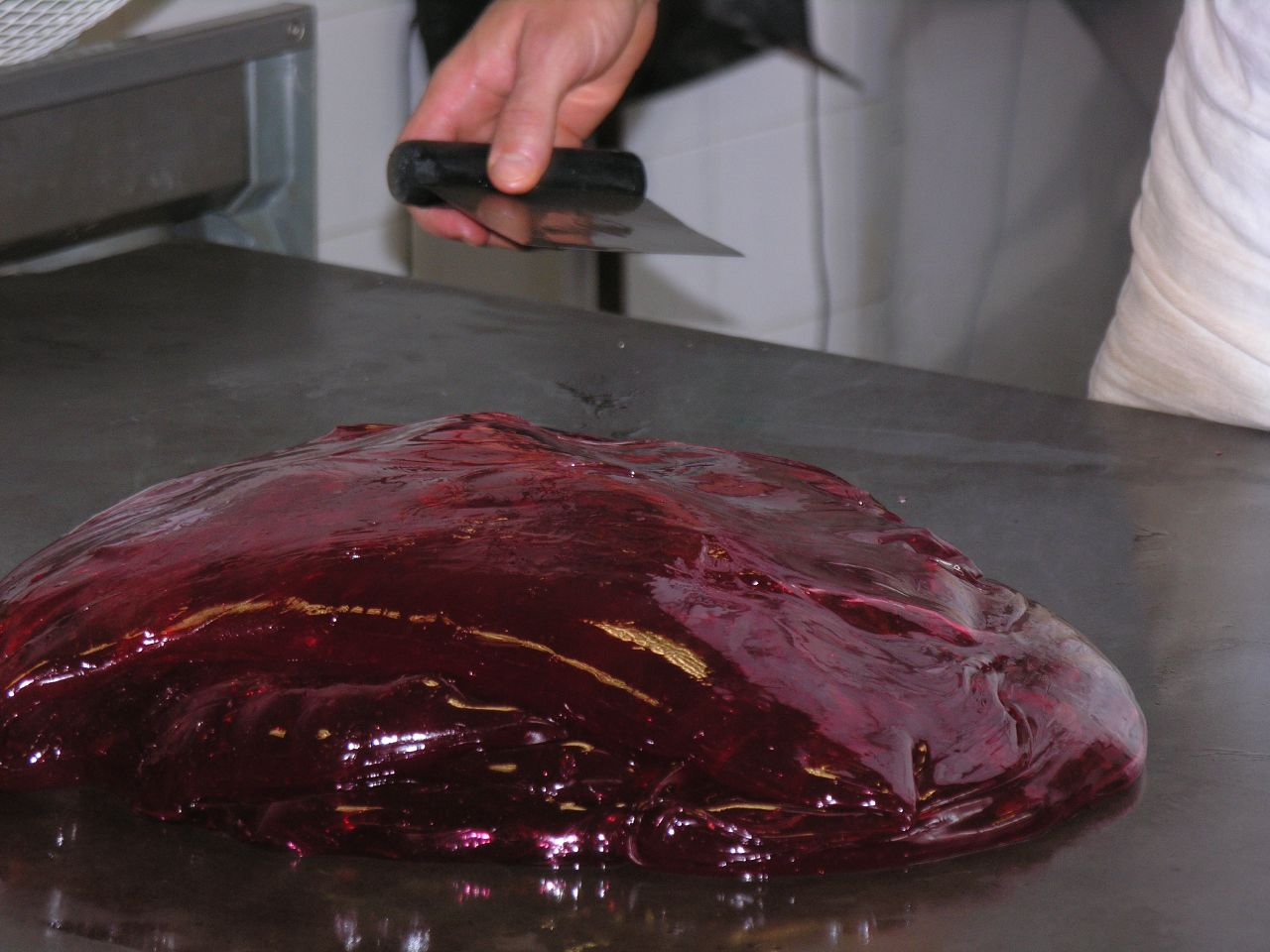
Étalement de la pâte

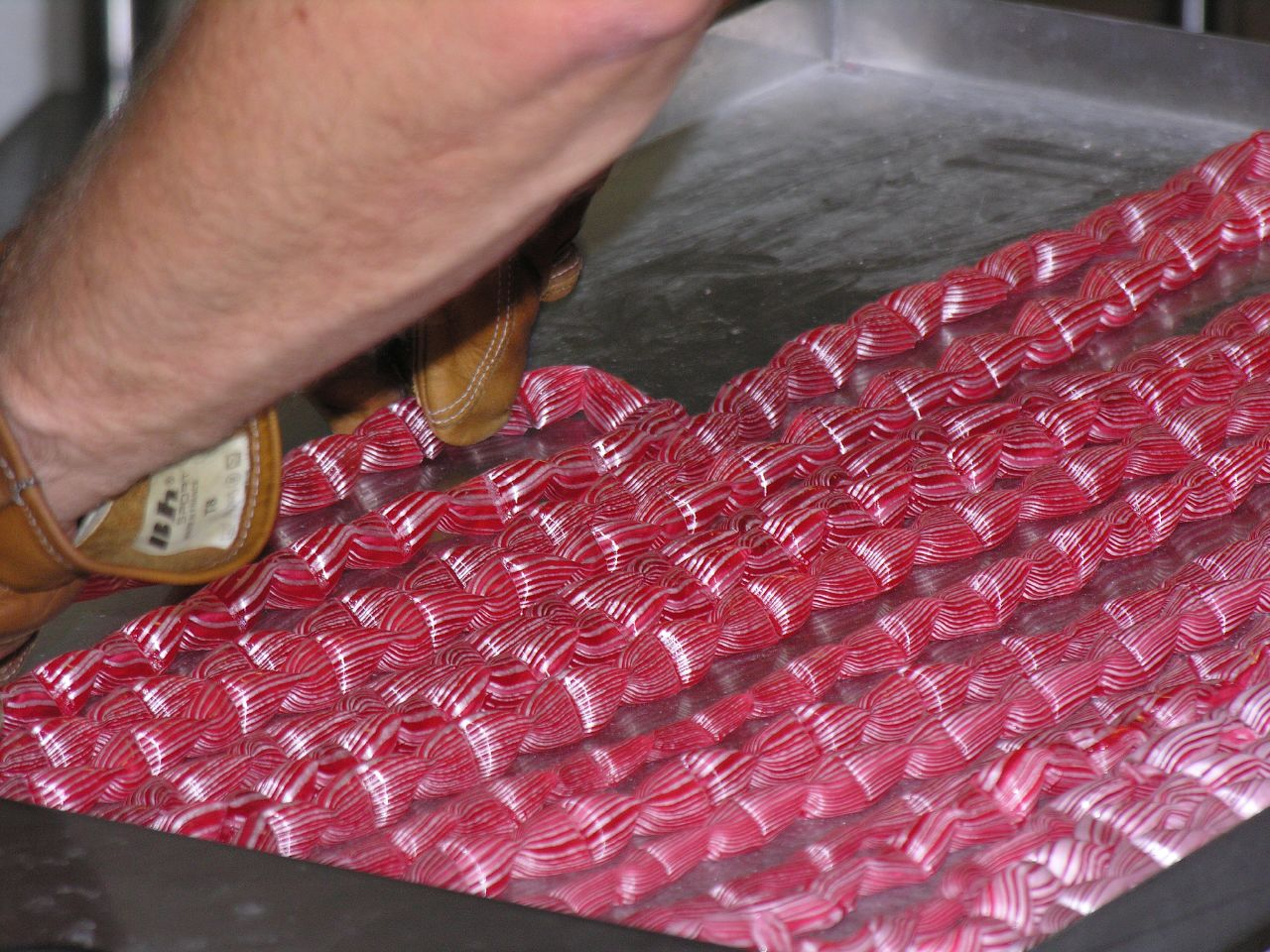
Découpage

Cinq étapes sont nécessaires à la production du berlingot. Tout d'abord la cuisson, suivie de l'étirage et du malaxage, puis vient ensuite le découpage à la berlingotière et la mise sur claies avant l'emballage,.
Le berlingot de Carpentras a alors une forme de petite pyramide ou de tétraèdre d'un centimètre de côté environ. La concentration du sirop lui donne une structure dure et translucide. Les confiseurs le présentent en différentes couleurs qui indiquent son goût : le rouge pour la menthe, le vert pour l'anis, le jaune pour le citron et l'orange pour l'orange<r. Actuellement de nouveaux parfums complètent cette gamme : café, chocolat, melon, cerise des Monts de Venasque, lavande, fraise de Carpentras, mandarine, violette, pomme, framboise et même cola et Carambar.
La caractéristique du berlingot de Carpentras est d'être toujours rayé de blanc et ces stries peuvent atteindre le nombre de quarante. Elles sont le résultat de l'ajout de sucre cuit neutre longuement battu pour lui donner blancheur et opacité.

## Production

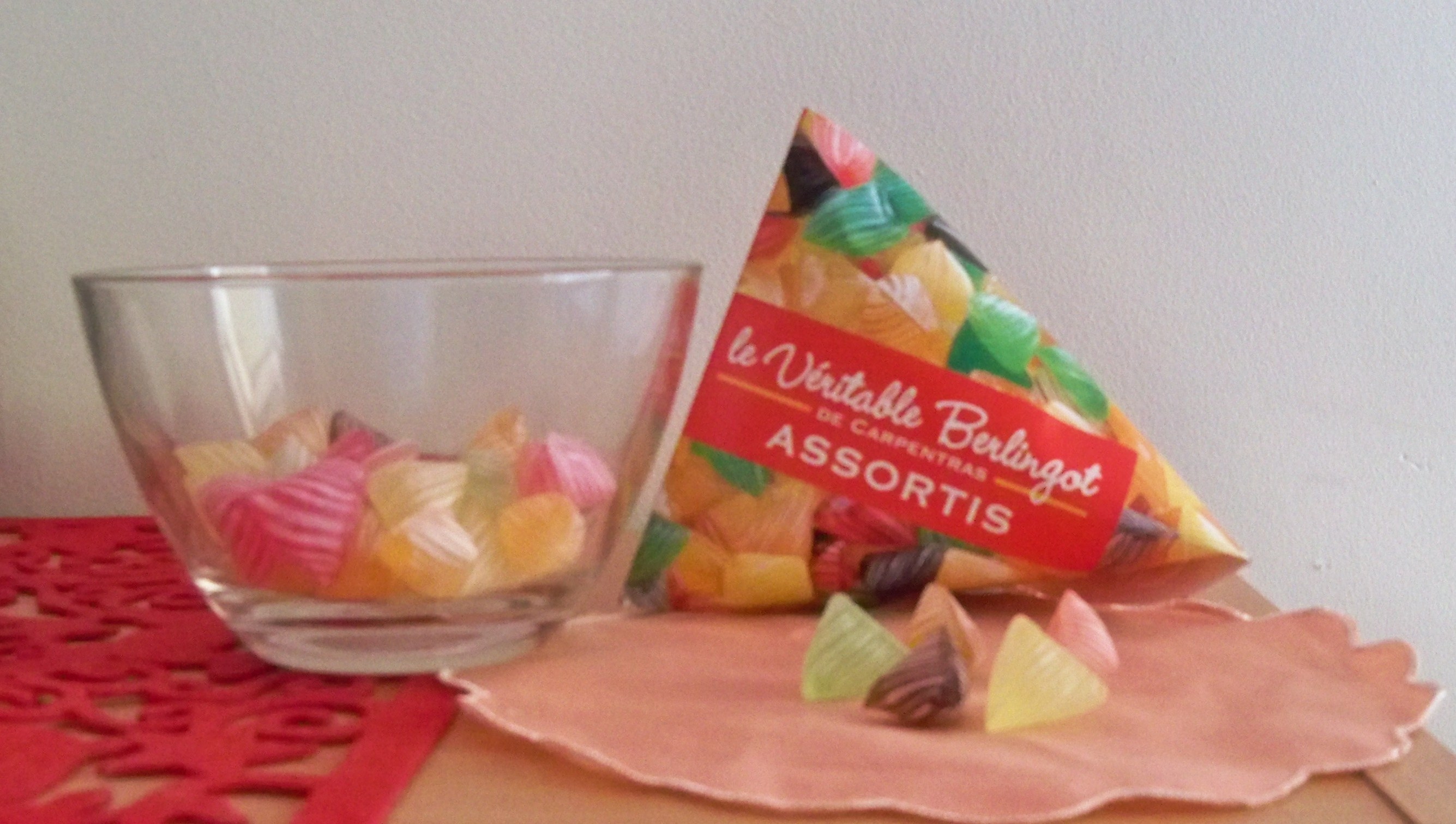
Berlingots de Carpentras

De nos jours, deux confiseurs de Carpentras continuent cette tradition, Thierry Vial (« Confiserie du Mont-Ventoux »), et Serge Clavel (« Confiserie de Carpentras »). Leur production globale se situe entre 40t/an et 60t/an.

## Confiseries similaires
- Les berlingots nantais
- Les humbugs anglais